# 玛丽·德·美第奇

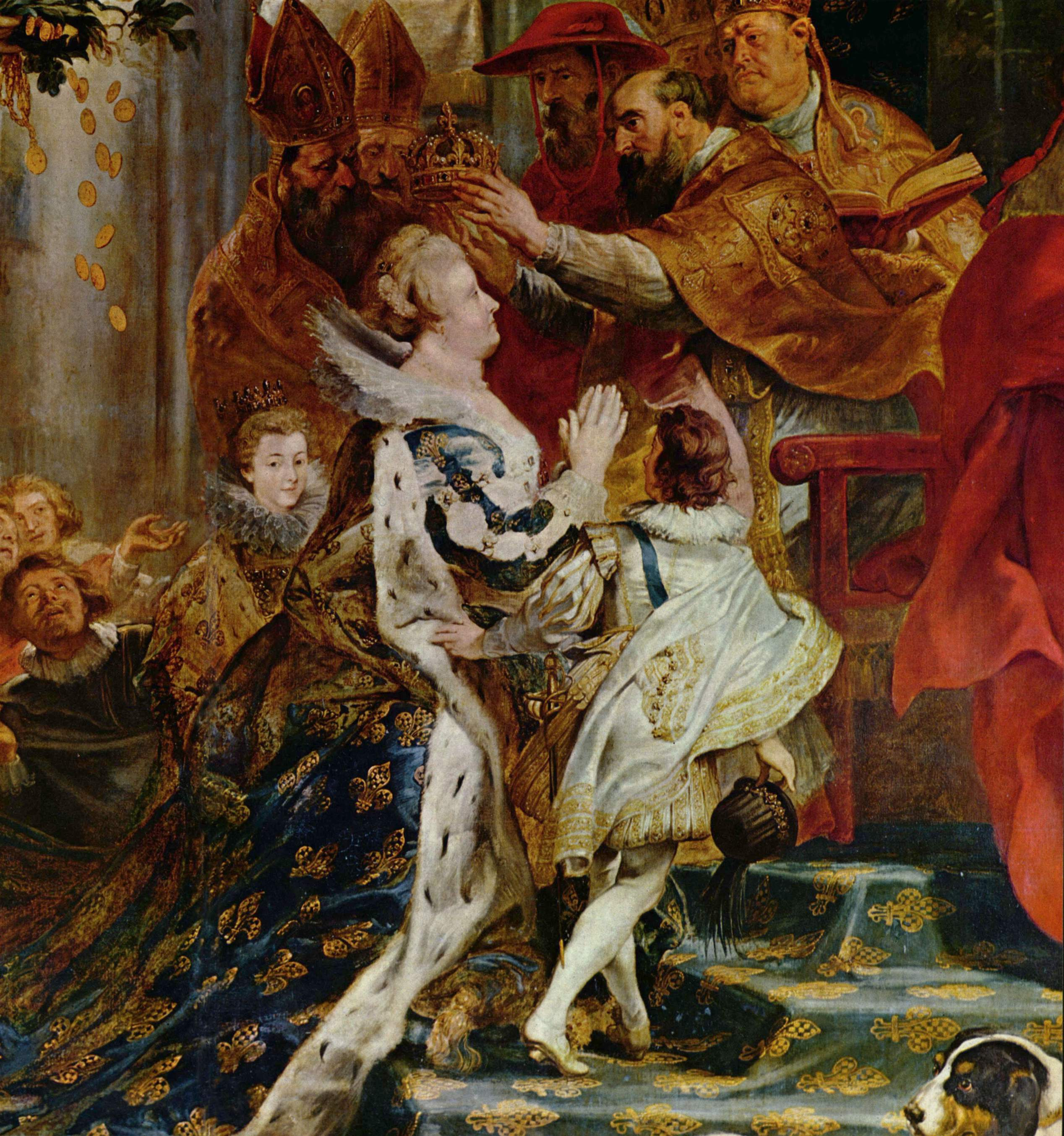
玛丽·德·美第奇在圣丹尼教堂加冕

玛丽·德·美第奇（義大利語：Maria de' Medici；1575年4月26日—1642年7月3日），義大利美第奇家族的重要成员，法國國王亨利四世的王后，路易十三的母亲。
玛丽·德·美第奇为托斯卡纳大公弗朗切斯科·德·美第奇之女，1600年嫁給亨利四世，成為其第二任妻子。1601年，她生下了路易十三。
1610年亨利四世遇刺后，玛丽·德·美第奇成為9歲的路易十三的攝政，她才智平庸、目光短淺、愛慕虛榮、輕佻膚淺，但野心不小。她先是任命寵臣康西諾·孔奇尼為王國首席大臣、把持國政，後來在1617年孔奇尼被其兒子路易十三及其親信呂伊內公爵殺死後，與路易國王及首相黎塞留发生激烈冲突。瑪麗攝政一開始就打擊權貴，但後來不得不停止這種鬥爭，在1614年的聖美諾烏條約和1615的魯頓條約中，對權貴做了很多讓步。她拋棄了亨利四世的外交政策，與西班牙接近，並將奧地利的安妮公主定為路易十三的王后。
1617年孔奇尼死後，她實際上已失去所有權力，被路易十三和首席大臣呂伊內放逐到布盧瓦。玛丽並不就此甘心，用绳梯翻墙逃离布卢瓦城堡，組織多起叛亂以圖東山再起，她的第三子奥尔良公爵加斯东于1619年发动叛乱以支持母亲，吉斯公爵夏尔·德·洛林也对她进行武力支持，但是戰敗的軍隊使她只能選擇跟路易十三和解，並在1624年把心腹黎塞留推薦入國王的參政院中，黎遂成為實際的首相，結果她發現黎塞留效忠國王多過於聽從她的建議，於是又使用各種方法想把他搞下台。然而一切努力均被黎塞留挫败；玛丽几乎被儿子路易十三驱逐，只是由于黎塞留故意玩弄手腕，她才被允许在昂热拥有一个住处，后来又得以返回宫廷。
1630年，玛丽再次企图推翻黎塞留失败（此為著名的「愚人日」：瑪麗和黎都以為黎要被放逐了，國王卻在傍晚醒悟，力挺首相黎塞留，使瑪麗一方的人士都深感被愚弄），被迫逃往贡比涅。她接着逃到布魯塞爾，最后去了科隆。1642年，玛丽在贫困中于科隆去世。

## 子女
| 姓名                         | 出生             | 去世             | 標註 |
| ---------------------------- | ---------------- | ---------------- | --- |
| 路易十三                     | 9月27日, 1601年  | 5月14日, 1643年  | 1615年与奥地利的安妮 (1601 - 1666)结婚。有子女。                                                                                 |
| 伊莉莎白公主                 | 11月22日, 1602年 | 10月6日, 1644年  | 1615年嫁与西班牙国王腓力四世(1605 - 1665)，有子女。                                                                              |
| 克莉絲汀公主，萨伏依公爵夫人 | 2月12日, 1606年  | 12月27日, 1663年 | 1619年嫁萨伏依的维克托·阿玛迪斯一世 (1587 - 1637)，有子女。                                                                      |
| 尼古拉·亨利                  | 4月16日, 1607年  | 11月17日, 1611年 | 幼年时死亡。 |
| 加斯東                       | 4月25日, 1608年  | 2月2日, 1660年   | 第一次婚姻:1626年娶蒙庞西耶公爵小姐玛丽·德·波旁(1605 - 1627)。有子女。 第二次婚姻: 1632年与洛林的玛格丽特(1615 - 1672)。有子女。 |
| 亨莉雅妲·玛利亚              | 11月25日, 1609年 | 9月10日, 1669年  | 1625年嫁与英国国王查理一世 (1600 - 1649)，有子女。                                                                               |